# 아이신
아이신 정기주식회사(AISIN SEKI Co.,Ltd.)는 일본 토요타 계열의 자동차 부품 메이커로, 주로 생산하는 부품은 변속기다.
토요타 그룹 계열사이지만, 해외 및 닛산 자동차를 시작하여 일본 국내의 자동차 메이커에도 부품을 공급하고 있다. CI는 「Geared up for the future」이다. 대한민국산 자동차에도 아이신의 자동변속기가 널리 쓰이고 있다.

## 아이신제 자동변속기 적용 차종

### 현대자동차
- 2세대 에쿠스(VI)
- 1세대 제네시스(BH)
- 갤로퍼
- 갤로퍼 Ⅱ
- 테라칸
- 베라크루즈
- 1세대 스타렉스(A1)
- 1세대 포터(AH)
- 2세대 포터(AU)
- 포터 Ⅱ

### 기아자동차
- 크레도스
- 포텐샤
- 레토나
- 1세대 스포티지(NB-7/JA)
- 1세대 쏘렌토(BL)
- 1세대 카니발(KV-Ⅱ)
- 카니발 Ⅱ
- 프레지오
- 봉고 프런티어

### 쌍용자동차
- 렉스턴 스포츠(가솔린)
- 코란도C
- 코란도 스포츠
- 티볼리
- 티볼리 에어
- 뷰티풀 코란도
- 토레스

### 한국지엠
- 8세대 말리부(V300) 디젤
- 캡티바 유로6 2.0 디젤
- 임페리얼
- 브로엄
- 프린스
- 토스카
- 매그너스
- 라세티
- 라노스
- 에스페로
- 씨에로
- 젠트라
- 젠트라X
- 1세대 마티즈(M100)
- 윈스톰
- 칼로스
- 티코

### 르노삼성자동차
- 1세대 SM5(KPQ)
- 1세대 SM7(EX2)